# Adrien Tixier

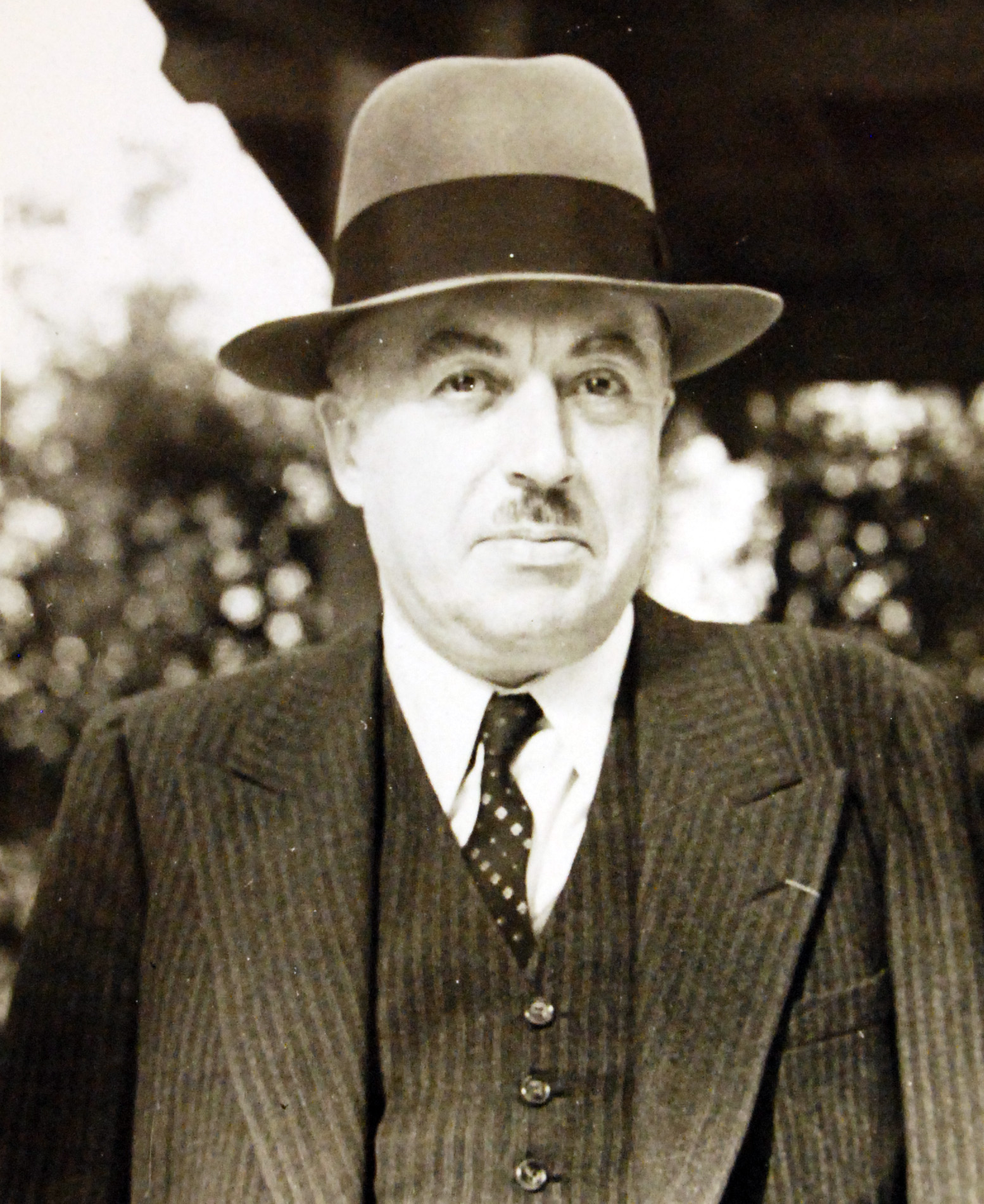
Adrien Tixier (1944)

Adrien Pierre Tixier (* 31. Januar 1893 in Folles, Haute-Vienne; † 18. Februar 1946 im 8. Arrondissement, Paris) war ein französischer Politiker der SFIO (Section française de l’Internationale ouvrière), der unter anderem zwischen 1941 und 1942 Botschafter in den Vereinigten Staaten sowie im Komitee für die Nationale Befreiung 1943 erst Kommissar für Arbeit und Sozialversicherungsleistungen sowie zwischen 1943 und 1944 Kommissar für Soziales war. Während der Provisorischen Regierung der Französischen Republik bekleidete er im ersten und zweiten Kabinett de Gaulle von 1944 bis 1946 den Posten des Innenministers.

## Leben
Adrien Pierre Tixier, Sohn des Hufschmieds Pierre-Edouard Tixiernund dessen Ehefrau Marie-Françoise Derosier, war als Techniklehrer tätig und nahm als Reserveoffizier am Ersten Weltkrieg teil. 1917 war er neben René Cassin, Gaston Vidal und Gaston Rogé einer der Mitgründer des Föderalen Verbandes der französischen Veteranenverbände UF (Union fédérale des associations françaises d’anciens combattants) und war dessen Generalsekretär und Vizepräsident sowie zwischen 1925 und 1933 Generalsekretär der Internationalen Konferenz der Veteranenverbände. Er engagierte sich für die Französische Sektion der Arbeiter-Internationale SFIO (Section française de l’Internationale ouvrière) und wurde 1920 enger Mitarbeiter des langjährigen Generalsekretärs der Internationalen Arbeitsorganisation ILO Albert Thomas.
1941 wurde Tixier von Charles de Gaulle für das Comité national français zum Botschafter in den Vereinigten Staaten ernannt und verblieb auf diesem diplomatischen Posten in Washington, D.C. bis zu seiner Ablösung durch Henri Hoppenot 1942. Im Komitee für die Nationale Befreiung fungierte er zwischen dem 7. Juni 1943 und dem 9. November 1943 zunächst als Kommissar für Arbeit und Sozialversicherungsleistungen (Commissaire au Travail et à la Prévoyance sociale) sowie im Anschluss vom 9. November 1943 bis zum 10. September 1944 als Kommissar für Soziales (Commissaire aux Affaires sociales).

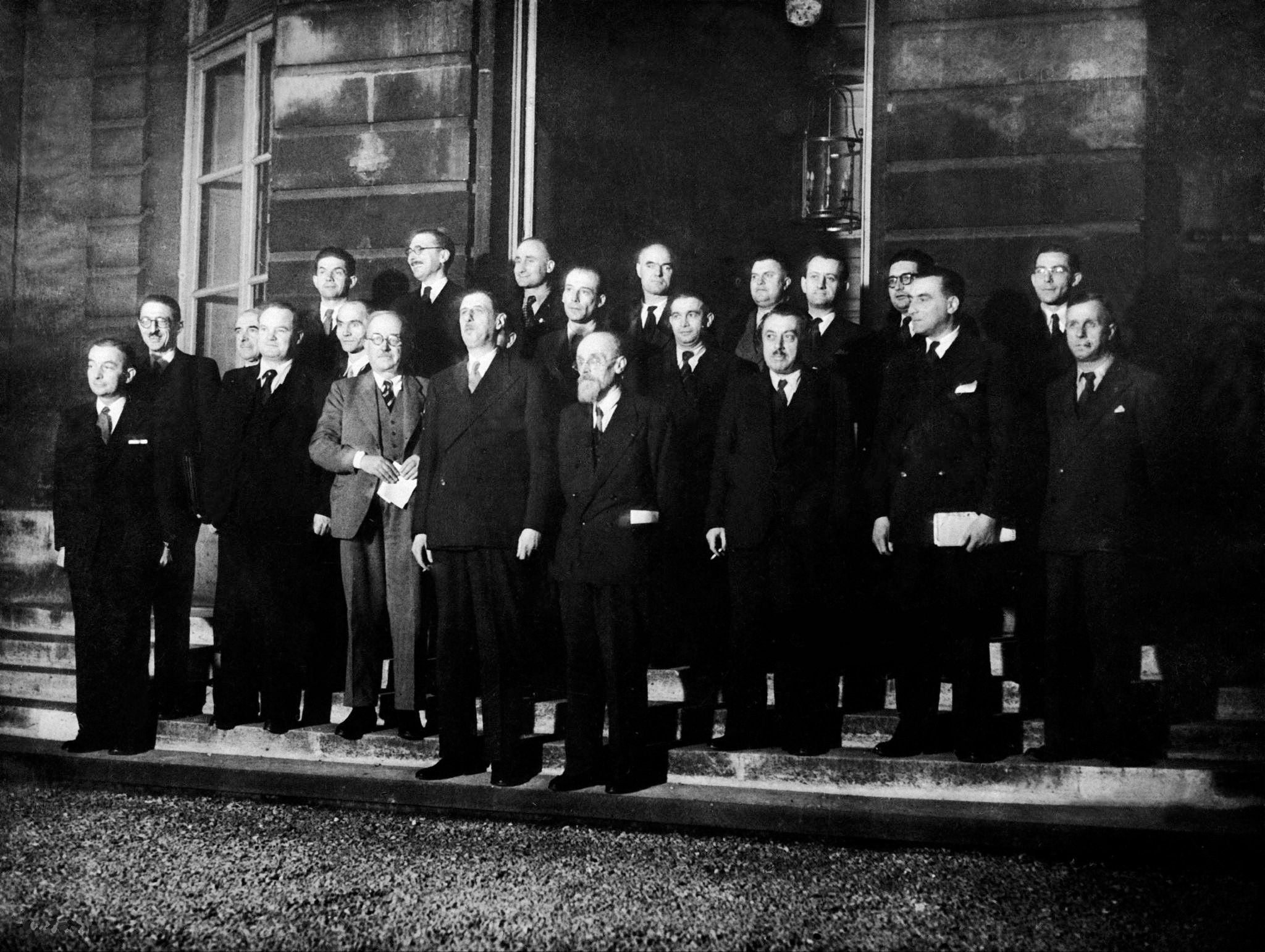
Das Kabinett Charles de Gaulle II

Während der Provisorischen Regierung der Französischen Republik bekleidete Tixier, der Ritter der Ehrenlegion war, im ersten (10. September 1944 bis 2. November 1945) und zweiten Kabinett de Gaulle (21. November 1945 bis 20. Januar 1946) den Posten des Innenministers (Ministre de l’Intérieur). Im September 1945 wurde er außerdem Mitglied des Generalrates des Département Haute-Vienne und vertrat in diesem bis Januar 1946 den Wahlbezirk Bessines-sur-Gartempe. Zugleich wurde er im Oktober 1945 Präsident dieses Generalrates und bekleidete auch diese Funktion bis Januar 1946, woraufhin René Regaudie seine Nachfolge antrat. Am 21. Oktober 1945 wurde er des Weiteren im Wahlkreis des Département Haute-Vienne für die SFIO zum Mitglied der Verfassunggebenden Nationalversammlung (Assemblée nationale constituante) gewählt und gehörte dieser 21. Oktober bis 6. November 1945 sowie der daraus hervorgegangenen Nationalversammlung (Assemblée nationale) zwischen dem 6. November 1945 und seinem Tode am 18. Februar 1946 an.